# Света Богородица Памакаристос
„Света Богородица Памакаристос“ (на гръцки: Μονή Παναγίας Παμμακάριστου; на турски: Fethiye Camii) е византийска църква, превърната по-късно в джамия. Днес е музей в Истанбул, Турция.

## История
Църквата е строена по времето на Андроник II Палеолог. В периода 1456 – 1587 година е седалище на Цариградската патриаршия.
Около 1591 г. е превърната в джамия. Сега е музей в района на Фатих, в границите на стария град Константинопол.
Според някои изследователи, църквата е построена през 11 или 12 век. Също така, много историци смятат, че тя е построена по времето на византийския император Михаил VII Дука (1071 – 1078). Според други това се е случило по времето на династията на Комнините. Швейцарският учен Ърнест Мемвери смята, че първата сграда е била започната още от 8 век .
Параклисът,  намиращ се в южната част на църквата, е построен по времето на Палеолозите, като църквата е била посветена на Христос Логос.
След падането на Константинопол, седалището на Вселенската патриаршия се прехвърля в тази църква, след като църквата на светите Апостоли била разрушена. Като седалище на Вселенския патриарх църквата останала до 1587 г., когато е била превърната в джамия по времето на Мурад III, по повод завладяването на Грузия и Азербайджан.
Комплексът е бил изоставен след края на Османската империя. През 1949 г. е възстановен и превърнат в музей .